# Iwao Yamane
Iwao Yamane (山根 巌 Yamane Iwao?), född 31 juli 1976 i Hiroshima prefektur, är en japansk före detta fotbollsspelare.
Yamane började sin karriär 1995 i Sanfrecce Hiroshima. Efter Sanfrecce Hiroshima spelade han för Oita Trinita, Kawasaki Frontale, Kashiwa Reysol och Zweigen Kanazawa. Han avslutade karriären 2011.